# Volby do Lidové skupščiny Lidové republiky Slovinsko 1953
Volby do Lidové skupščiny Lidové republiky Slovinsko se konaly v  období od 22. do 24. listopadu 1953, resp. 4. prosince 1953. Celkem bylo zvoleno 122 poslanců Republikové rady a 57 poslanců Rady výrobců.

## Příprava voleb a volební výsledky
Na svém zasedání 30. ledna 1953 přijala Lidová skupščina Lidové republiky Slovinsko (LRS) ústavní zákon o základech sociálního a politického systému a o orgánech Lidové republiky Slovinsko, na jehož základě měla skupščina nově dvě komory – Republikovou radu (Republiški zbor) a Radu výrobců (Zbor proizvajalcev). Do Republikové rady byli poslanci voleni v obcích a městech na základě rovného, všeobecného a přímého hlasování, do Rady výrobců byli voleni poslanci, kteří zastupovali oblast průmyslu, obchodu a zemědělství. Republiková rada měla mít tolik členů, aby jeden poslanec reprezentoval 12 tisíc obyvatel LRS, v Radě výrobců měl každý poslanec reprezentovat 16 tisíc obyvatel LRS působících v oblasti průmyslu, obchodu a zemědělství.
Na základě rozhodnutí výkonné rady (vlády) se volby do Republikové rady měly uskutečnit 22. listopadu 1953 a volby do Rady výrobců po dohodě s Republikovou volební komisí v období od 23. do 28. listopadu 1953. Republiková volební komise byla ustavena 17. září 1953 a předsedal jí dr. France Hočevar, tehdejší předseda Nejvyššího soudu. Termín voleb do Rady výrobců byl po vzájemné dohodě výkonné rady a Republikové volební komise stanoven na 24. listopad 1953. Přehled kandidátů byl ve slovinském promulgačním listu publikován počátkem listopadu 1953.
Volby poslanců Republikové rady se uskutečnily v neděli 22. listopadu 1953. S ohledem na výsledky sčítání obyvatelstva z 31. března 1953 bylo určeno, že se bude volit 122 poslanců Republikové rady, a tak bylo území LRS rozděleno na 122 volebních jednotek (volilna enota). V převážné většině ze 122 jednotek kandidoval více než jeden kandidát. Ke dni voleb, tj. k 22. listopadu 1953, bylo v LRS 976 522 oprávněných voličů, z nichž se voleb zúčastnilo 839 065, tj. 85,92 %. 788 769 voličů, tj. 94,01 %, hlasovalo pro některého z předložených kandidátů.
Volby poslanců Rady výrobců se uskutečnily v úterý 24. listopadu 1953. Výkonná rada Lidové skupščiny LRS (vláda) rozhodla 17. září 1953 o tom, že bude voleno 72 poslanců, z nichž 59 bude reprezentovat skupinu průmyslu a obchodu a 13 skupinu zemědělců. Území LRS bylo rozděleno na 59 volebních jednotek pro skupinu průmyslu a obchodu a 13 volebních jednotek pro skupinu zemědělců. Ve většině volebních jednotek kandidovalo více kandidátů. Ve skupině průmyslu a obchodu mohlo hlasovat 698 členů volebních těles a ve skupině zemědělců 238 členů. Hlasování ve skupině průmyslu a obchodu se zúčastnilo 651 členů volebních těles, kteří reprezentovali 213 724 osob, a ve skupině zemědělců 220 členů, kteří reprezentovali 210 241 osob. S ohledem na skutečnost, že v 16. volební jednotce ve skupině průmyslu a obchodu získali dva kandidáti (ze čtyř kandidujících) stejný počet hlasů, volba se 4. prosince 1953 v této jednotce opakovala.
První zasedání obou komor nově zvolené Lidové skupščiny LRS se uskutečnilo 15. prosince 1953.